# Joe Cohn
Joe Cohn (Flushing, 28 december 1956) is een Amerikaanse jazzgitarist.

## Biografie
Joe Cohn is de zoon van de jazzsaxofonist Al Cohn. Hij studeerde bij zijn vader en bij Allen Hanlon. Hij werd muzikaal beïnvloed door Dave McKenna en Thad Jones. Na de highschool studeerde hij aan het Berklee College of Music. Cohn is ook een getalenteerd pianist en bassist. Hij speelde zes jaar in het orkest van Artie Shaw en hij was zeer actief in het New Yorkse muziekcircuit. Daar speelde hij in het Lincoln Center met Hank Jones en Wynton Marsalis. Op zijn debuutalbum Two Funky People speelde ook Doug Raney.
Cohn werkte bovendien mee bij opnamen van Totti Bergh (Remember, 1995), Al Cohn (Overtones, 1982), Buddy DeFranco (Mr Lucky, 1982), Al Grey (Mean N'Jack, 1992), Frank Wess (Surprise, Surprise!; 1993), Bob Dorough (Too Much Coffee Man, 2000), Lew Del Gatto (Kate Walk; 2000), Grant Stewart (Tenor And Soul, 2005), Ray Kennedy, Harry Allen en Peter Beets (New Groove, 2007).

## Discografie
- 2000: Two Funky People  (Double-Time Records) met Doug Raney
- 2007: Restless (Arbors Records) met Hod O'Brien, Dmitry Baevsky, Dennis Irwin, Chuck Riggs
- 2009: Shared Contemplations (Criss Cross Jazz) met Peter Beets, Joost van Schaik, J.J. Wiggins
- 2011: Fuego (Criss Cross Jazz)